# Montferrat (sommet)
Pour les articles homonymes, voir Montferrat.
Le Montferrat est un sommet de crête, situé sur la frontière franco-espagnole entre les Hautes-Pyrénées, en région Occitanie, et la province de Huesca dans la communauté d'Aragon,  dans le massif du Vignemale (chaîne des Pyrénées).

## Géographie

### Topographie
Il est situé en bordure du département des Hautes-Pyrénées, entre Cauterets et Gavarnie-Gèdre, arrondissement d'Argelès-Gazost dans le parc national des Pyrénées. Il est bordé au nord par le glacier d'Ossoue et au sud-est par le petit glacier du Montferrat.
Il est situé sur la frontière entre la France et l'Espagne entre les croix frontière no 314 et no 315.

### Hydrographie
Le sommet délimite la ligne de partage des eaux entre le bassin de l'Adour, qui se déverse dans l'Atlantique côté nord, et le bassin de l'Èbre, qui coule vers la Méditerranée côté sud.

## Histoire
Première ascension le 1er août 1792 par des bergers. Ils édifièrent sur le sommet une tourelle, à la demande de Louis-Philippe-Reinhard Junker qui dirigeait une équipe de géodésiens chargés de préciser le tracé de la frontière franco-espagnole.